# Domaine d'Iino

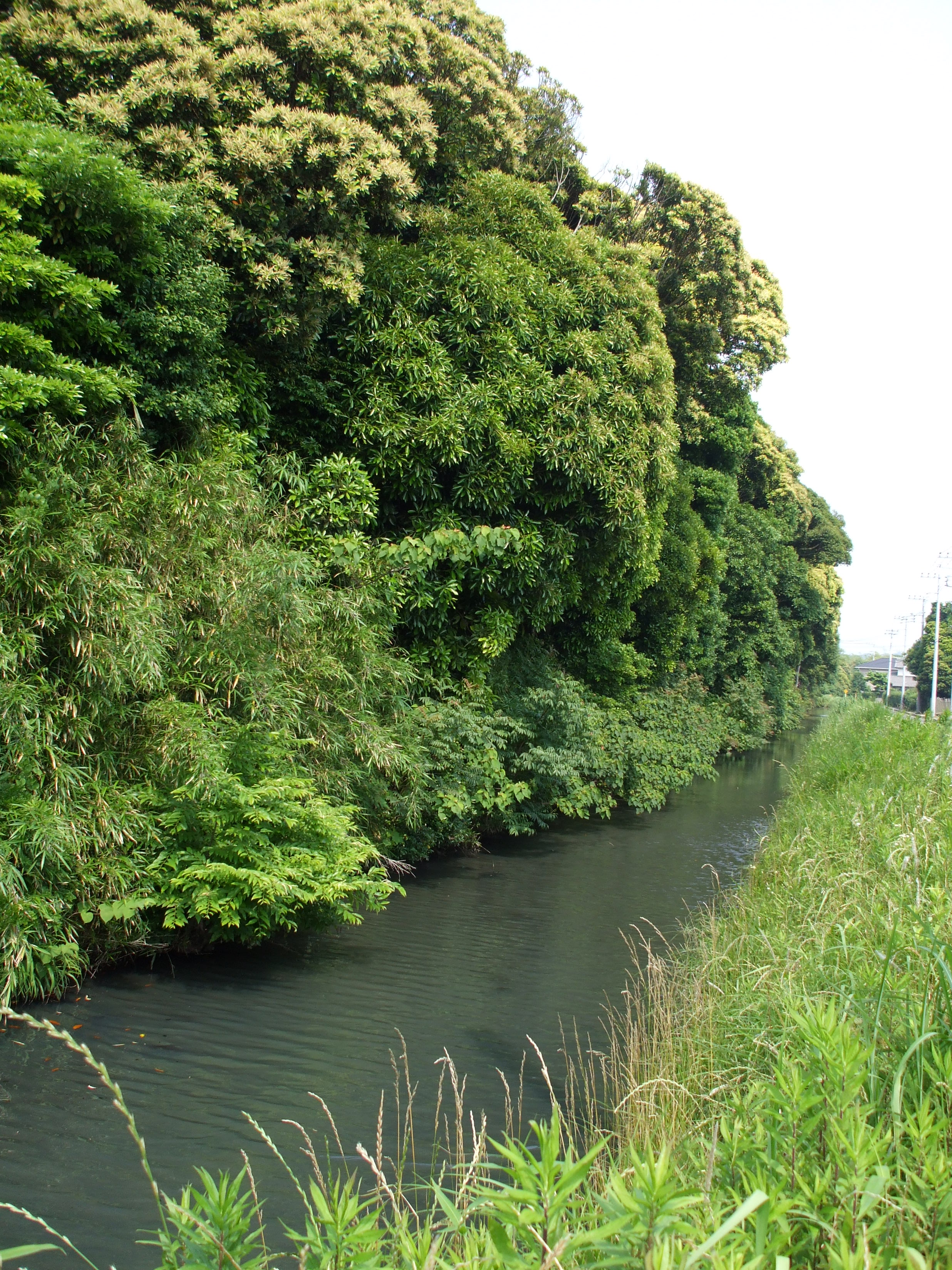
Site du jin’ya de Iino à Futtsu, Chiba.

Le domaine d'Iino (飯野藩, Iino-han) est un domaine féodal japonais de l'époque d'Edo situé dans la province de Kazusa, de nos jours préfecture de Chiba. Son centre en est le jin'ya d'Iino, résidence fortifiée dans ce qui est à présent la ville de Futtsu. Durant toute son histoire, le domaine est dirigé par une branche du clan Hoshina (plus tard clan Matsudaira du domaine d'Aizu).
Le domaine est créé quand Masasada Hoshina, hatamoto de 7 000 koku, se voit attribuer un territoire de 10 000 koku supplémentaires dans la province de Settsu après sa nomination comme juge à Osaka en 1648. À sa mort, son frère cadet Hoshina Masafusa reçoit 2 000 koku, réduisant la valeur du domaine à 15 000 koku. Celle-ci remonte cependant à 20 000 koku sous la direction de Masakage Hoshina.
Masaari Hoshina, le 10e (et dernier) daimyō du domaine d'Iino, sert comme wakadoshiyori et joue un rôle important comme commandant durant la seconde expédition de Chōshū. Mais durant la guerre de Boshin, il change de camp et s'allie à l'alliance Satchō puis est plus tard désigné pour juger de la culpabilité de ceux qui se sont opposés à la restauration de Meiji, dont nombre de ses proches du clan Hoshina du domaine d'Aizu.
Le domaine d'Iino devient préfecture d'Iino à l'abolition du système han (août 1871) puis partie de la préfecture de Kisarazu, et enfin de la préfecture de Chiba.

## Liste des daimyōs
- Clan Hoshina (fudai daimyo) 1648-1871

| #  | Nom                          | Dates     | Titre           | Rang                    | Revenus              |
| -- | ---------------------------- | --------- | --------------- | ----------------------- | -------------------- |
| 1  | Hoshina Masasada (保科正貞)  | 1648-1661 | Danjō no chū    | 5e inférieur (従五位下) | 17 000 → 15 000 koku |
| 2  | Hoshina Masakage (保科正景)  | 1661-1686 | Danjō no chū    | 5e inférieur (従五位下) | 15 000 → 20 000 koku |
| 3  | Hoshina Masakata (保科正賢)  | 1686-1714 | Hyōbu-sho       | 5e inférieur (従五位下) | 20 000 koku          |
| 4  | Hoshina Masataka (保科正殷)  | 1715-1718 | Aucun           | Aucun                   | 20 000 koku          |
| 5  | Hoshina Masahisa (保科正寿)  | 1718-1739 | Danjō no chū    | 5e inférieur (従五位下) | 20 000 koku          |
| 6  | Hoshina Masatomi (保科正富)  | 1739-1770 | Echizen-no-kami | 5e inférieur (従五位下) | 20 000 koku          |
| 7  | Hoshina Masanori (保科正率)  | 1770-1802 | Danjō no chū    | 5e inférieur (従五位下) | 20 000 koku          |
| 8  | Hoshina Masayoshi (保科正徳) | 1802-1817 | Shimosa-no-kami | 5e inférieur (従五位下) | 20 000 koku          |
| 9  | Hoshina Masamoto (保科正丕)  | 1817-1848 | Danjō no chū    | 5e inférieur (従五位下) | 20 000 koku          |
| 10 | Hoshina Masaari (保科正益)   | 1848-1871 | Danjō no chū    | 5e inférieur (従五位下) | 20 000 koku          |

## Source de la traduction
- (en) Cet article est partiellement ou en totalité issu de l’article de Wikipédia en anglais intitulé « Iino Domain » (voir la liste des auteurs).